# Les Surfs
A Les Surfs az 1960-as évek egyik madagaszkári könnyűzenei együttese volt, amely a yé-yé stílus egyik reprezentánsaként működött 1963 és 1971 között.

## Tagok
- Monique (Monikya) – *1945. május 8., †1993. november 15.
- Nicole – *1946. július 21., †2000. május 5.
- Coco – *1939. június 19.
- Pat – *1941. április 13.
- Rocky – *1942. május 7.
- Dave – *1943. december 4.

## Történet
A Les Surfs együttest egy 12 gyermekes madagaszkári malgas család hat idősebb gyermeke – négy fivér és két nővér – alapította, 1963-ban. Az együttes a yé-yé stílus egyik legnépszerűbb, Európán kívüli képviselője lett, működésük nyolc évet ívelt át, 1971-ig.
Megalakulásuk gyökerei 1958. október 14-ig nyúlnak vissza, amikor az akkor még kivétel nélkül tizenéves testvérek részt vettek egy dalversenyen, amit a tananarivei rádió szervezett. A "Rabaraona Brothers and Sisters" nevű formáció a The Platters két számát, az "Only You" és a "The Great Pretender" című dalokat adta elő, ami a verseny első díját hozta el a számukra. Ettől kezdve egy ideig a "The Beryl" nevet vette fel a családi együttes, amely a következő időszakban néhány turnén is részt vett a szigetországban.
1963. szeptember 8-án lehetőséget kaptak a második franciaországi televíziós csatorna megnyitó műsorában valóü szereplésre, s előadásukkal azonnal elnyerték a francia közönség általános tetszését. Az együttes párizsi kísérője, Jean-Louis Rafidy a kedvező fogadtatást tapasztalva azonnal sürgetni kezdte a testvéreket, hogy kössenek szerződést a Festival Records-szal és próbáljanak kiadatni egy kislemezt, amilyen hamar csak lehet. Ekkor vették fel a "Les Surfs" nevet, így kiadott első lemezük pedig valóban sikert hozott a számukra: három hónapig állt a franciaországi slágerlisták élén, spanyol verziója pedig Spanyolországban és Mexikóban is nagy népszerűségre tett szert. A következő időszakban a testvérek közösen turnéztak Frank Alamóval, 1964-ben pedig szerepeltek a párizsi olimpián is, mint az év felfedezettjei.
Az évtized második felében az együttes az egész világot beutazta, milliók előtt szerepelve az Egyesült Királyságban, az Egyesült Államokban, Olaszországban, Spanyolországban és más országokban. Az 1960-as évek végére azonban már többen közülük családot alapítottak, vagy tervbe vették azt, ezért 1971-ben úgy döntöttek, hogy egy kifejezetten hosszúra szabott turné végén beszüntetik az együttes működését. A későbbiekben Monica és Rocky még összeállt néhány évre egy új formációra, 2008-ban pedig Dave próbált új együttest alakítani "Les Surfs 2008" néven, de ezek az együttesek nem voltak hosszú életűek.

## Külső hivatkozások
- A Les Surfs együttes hivatalos weboldala
- Az együttes kereskedelmi weboldala